# Shiney Ahuja
Shiney Ahuja, właśc. Roshan Ahuja, znany też jako Shiny Ahuja, hindi: रोशन अहुजा (ur. 15 maja 1973 w Nowym Delhi) – indyjski aktor filmowy i teatralny, wyróżniony Nagrodą Filmfare za najlepszy debiut za rolę w filmie Hazaaron Khwaishein Aisi (2003). Jako syn wysokiej rangi wojskowego dążył do pracy w wojsku, ale zrezygnował z tego na rzecz teatru (ukończył szkołę aktorską im. Barry'ego Johnsa w Delhi), którym zajmował się dopóki nie zaczął grać w filmach w Mumbaju. 
Jego żona pochodzi z Biharu. Mają jedną córkę.

## Filmografia
| Film                        | Rok  | Rola                             | Uwagi                                                     |
| --------------------------- | ---- | -------------------------------- | --------------------------------------------------------- |
| Hazaaron Khwaishein Aisi    | 2003 | Vikram Malhotra                  | Nagroda Filmfare za Najlepszy Debiut                      |
| Sins/Paap                   | 2005 | ojciec William                   |                                                           |
| Karam                       | 2005 | oficer policji Wagh Pratap Singh |                                                           |
| Kal: Yesterday and Tomorrow | 2005 | Tarun Haksar                     |                                                           |
| Gangster                    | 2006 | Daya Shankar                     | nominacja do Nagrody Filmfare za Najlepszą Rolę Negatywną |
| Unicestwienie               | 2006 | Suraj Ahuja                      | gościnnie                                                 |
| Zindaggi Rocks              | 2006 | Dr.Suraj Rihan                   |                                                           |
| Woh Lamhe                   | 2006 | Aditya Garewal                   |                                                           |
| Life in a... Metro          | 2007 | Akash                            |                                                           |
| Bhool Bhulaiyaa             | 2007 | Siddharth                        |                                                           |
| Migration                   | 2007 | Birju                            | krótkometrażowy                                           |
| Khoya Khoya Chand           | 2007 | Zaffar                           |                                                           |
| Har Pall                    | 2008 |                                  |                                                           |
| Hijack                      | 2008 | Vikram Madhan                    |                                                           |